# فرنجي (سيف)
الفرنجي كان نوعًا من السيف الهندي يستخدم نصالًا مصنعة في أوروبا الغربية، وخاصة سولينجن ، واستوردها البرتغاليون، أو صنعت محليًا تقليدًا للشفرات الأوروبية.

## الخصائص البدنية
كان للسيف الفرنجي بشكل مميز نصل طويل يتراوح من 89 إلى 96 سنتيمترًا (35 إلى 38 بوصة) ومستقيمًا إما من شكل سيف عريض (ذو حدين) أو بشكل أكثر شيوعًا سيف خلفي (ذو حد واحد). غالبًا ما تشتمل الشفرة على واحد أو اثنين أو ثلاثة أخاديد (أخاديد) ولها نقطة على شكل رأس رمح. يمكن استخدام السيف للقطع والدفع. وقد نجت الأمثلة ذات الشفرات الضيقة ذات الحدين ، ولكن بأعداد صغيرة. كان المقبض من النوع الذي يطلق عليه أحيانًا "مقبض السلة الهندي" وكان مطابقًا لمقبض سيف هندي آخر ذو نصل مستقيم وهو الخاندا.. يوفر المقبض قدرًا كبيرًا من الحماية لليد وكان له نتوء بارز يبرز من الحلق والذي يمكن الإمساك به، مما يؤدي إلى قدرة السيف على استخدام اليدين.  مثل السيوف الهندية المعاصرة الأخرى، كان مقبض الفرنجي عادةً من الحديد وتم ربط تانغ النصل بالمقبض باستخدام راتنج قوي جدًا، بالإضافة إلى ذلك، تم تعزيز المقبض بالاتصال بالشفرة من خلال نتوءات من المقبض على أي منهما. وجه موطن النصل والتي تم تثبيتها معًا من خلال فتحة تمر عبر النصل. أفضل الأمثلة على هذا النوع من السيوف يمكن أن تحتوي على زخارف ذهبية واسعة النطاق على المقبض والنصل.
نظرًا لطوله، يُنظر إلى الفرانجي عادةً على أنه سلاح فرسان في المقام الأول. تشير الرسوم التوضيحية إلى أن تاريخ تطوير السيف يعود إلى القرن السادس عشر، على الرغم من أن الأمثلة المبكرة يبدو أنها كانت تحتوي على مقابض أبسط للحماية المتقاطعة، مماثلة لتلك الموجودة في التالوار . ارتبط السيف بشكل خاص بالمراثا ، الذين اشتهروا بسلاح الفرسان. ومع ذلك، فقد تم استخدام الفرنجي على نطاق واسع من قبل المغول والشعوب التي خضعت لحكمهم، بما في ذلك السيخ والراجبوت. تشير صور ملوك المغول وهم يحملون السيف الفرنجي، أو برفقة خدم يحملونه، إلى أن السيف أصبح رمزًا للفضيلة والقوة العسكرية.  وايضا هناك صور لضباط هنود على حصان هودسون(وحدة فرسان غير نظامية أنشأها البريطانيون) تظهر أن الفرانجي كان لا يزال قيد الاستخدام النشط في وقت التمرد الهندي في 1857-1858.

## أنظر أيضا
- خاندا
- قلج
- بولوار
- تلوار
- شاشكا
- سيف مغولي تركي
- استوك
- ليويداو